# Antoine Claude
Antoine François Claude (Toul, 17 oktober 1807 - Vincennes, 1 april 1880) was een Frans agent en was chef van de Franse Staatsveiligheid en de Politieprefectuur van Parijs tijdens het Tweede Franse Keizerrijk.
Tijdens zijn carrière vonden onder meer de mislukte aanslag op Napoleon III door Felice Orsini plaats, alsook de mislukte aanslag op de keizer door Edmond Bellemare.
- Biblioteca Nacional de España: XX5074339
- Bibliothèque nationale de France: cb135403619 (data)
- Gemeinsame Normdatei: 122894545
- International Standard Name Identifier: 0000 0001 0904 4665
- Library of Congress Control Number: n99033613
- Nationale Bibliotheek van Israël: 987007283412405171
- Système universitaire de documentation: 073693057
- Trove: 1023050
- Virtual International Authority File: 56772366